# Pablo Torres Muiño
Pour les articles homonymes, voir Torres.
Torres  Muiño est un nom espagnol. Le premier nom de famille, en général paternel, est Torres ; le second, en général maternel, souvent omis, est Muiño.
Pablo Torres Muiño (né le 27 novembre 1987 à Cambre en Galice) est un coureur cycliste espagnol. Il a notamment remporté le Tour de Gironde en 2017.

## Biographie
En 2019, il rejoint l'équipe continentale asiatique Interpro Cycling Academy, dirigée par l'ancien coureur professionnel français Damien Garcia.

## Palmarès

### Par année
- 2005
  - Tour de Pampelune
  - 2e du championnat d'Espagne sur route juniors
- 2006
  - Oñati Saria
- 2008
  - 3e du Grand Prix de la ville de Vigo
- 2009
  - Premio Ayuntamiento de Sopelana
  - 3e du Gran Premio San Bartolomé
- 2010
  - Tour de La Corogne :
    - Classement général
    - 1re étape

  - 2e du San Bartolomé Saria
- 2011
  - Mémorial Cirilo Zunzarren
  - Premio Nuestra Señora de Oro
  - 1re étape du Tour de Zamora
  - 2e de Bayonne-Pampelune
  - 2e du Circuito Aiala
  - 3e du Torneo Euskaldun
- 2017
  - Classement général du Tour de Gironde
- 2019
  - 7e étape du Tour du Japon

### Résultats sur les grands tours

#### Tour d'Espagne
1 participation
- 2018 : 129e

### Classements mondiaux
| Année           | 2012   | 2013 | 2014 | 2015 | 2016 | 2017 | 2018 |
| --------------- | ------ | ---- | ---- | ---- | ---- | ---- | ---- |
| UCI Europe Tour | 1 123e |      |      | 515e | 509e | 484e | 774e |
| UCI Asia Tour   |        | 141e |      |      |      |      |      |